# Paradoks hazardzisty
Paradoks hazardzisty (ang. gambler's fallacy) zwany również złudzeniem gracza, złudzeniem Aleksego Iwanowicza i złudzeniem Monte Carlo – błąd poznawczy i błąd logiczny polegający na traktowaniu niezależnych od siebie zdarzeń losowych jako zdarzeń zależnych.  W szczególności jest to myślenie, że zdarzenie będące przedłużeniem jakiejś bardzo nieprawdopodobnej serii jest mniej prawdopodobne, niż zdarzenie przerywające tę serię.
Przykładowo rzucamy pięciokrotnie monetą i wypada 5 razy z rzędu reszka. Jakie jest prawdopodobieństwo, że po raz szósty z rzędu wypadnie reszka? Paradoks hazardzisty polega na przyjęciu błędnej interpretacji probabilistycznej tego zdarzenia:
Prawdopodobieństwo wyrzucenia 6 reszek z rzędu wynosi 1/64, więc prawdopodobieństwo, że wypadnie reszka po raz 6. z rzędu wynosi 1/64.
Jest to rozumowanie błędne, gdyż 1/64 jest to prawdopodobieństwo wyrzucenia reszki 6 razy z rzędu określone przed rozpoczęciem prób. W momencie, kiedy zostało już wyrzuconych 5 reszek, należy zastosować wzór na prawdopodobieństwo warunkowe. Prawdopodobieństwo, że wyrzucimy 6 reszek pod warunkiem, że wyrzuciliśmy już 5 reszek jest takie samo, jak prawdopodobieństwo, że wyrzucimy 5 reszek i orła pod warunkiem, że wyrzuciliśmy już 5 reszek, czyli 1/2.

## Alternatywne nazwy paradoksu

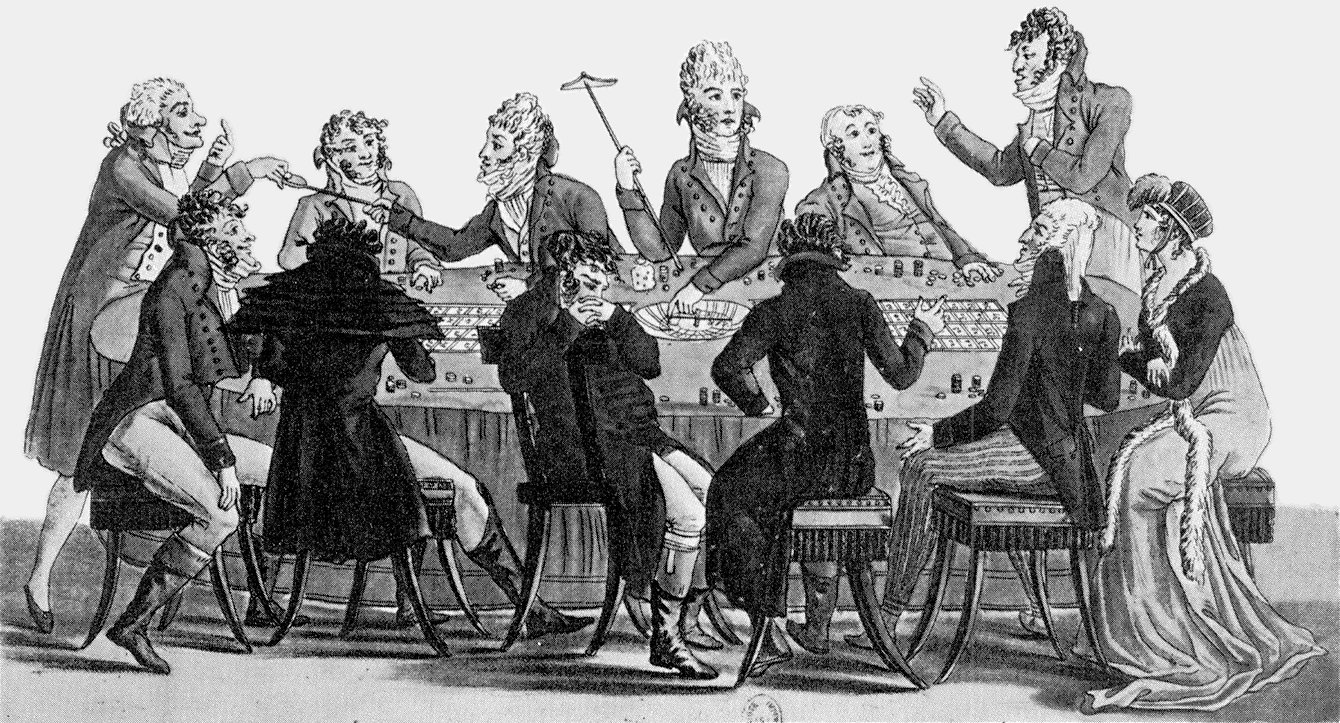
Tak około 1800 roku wyglądała gra w ruletkę

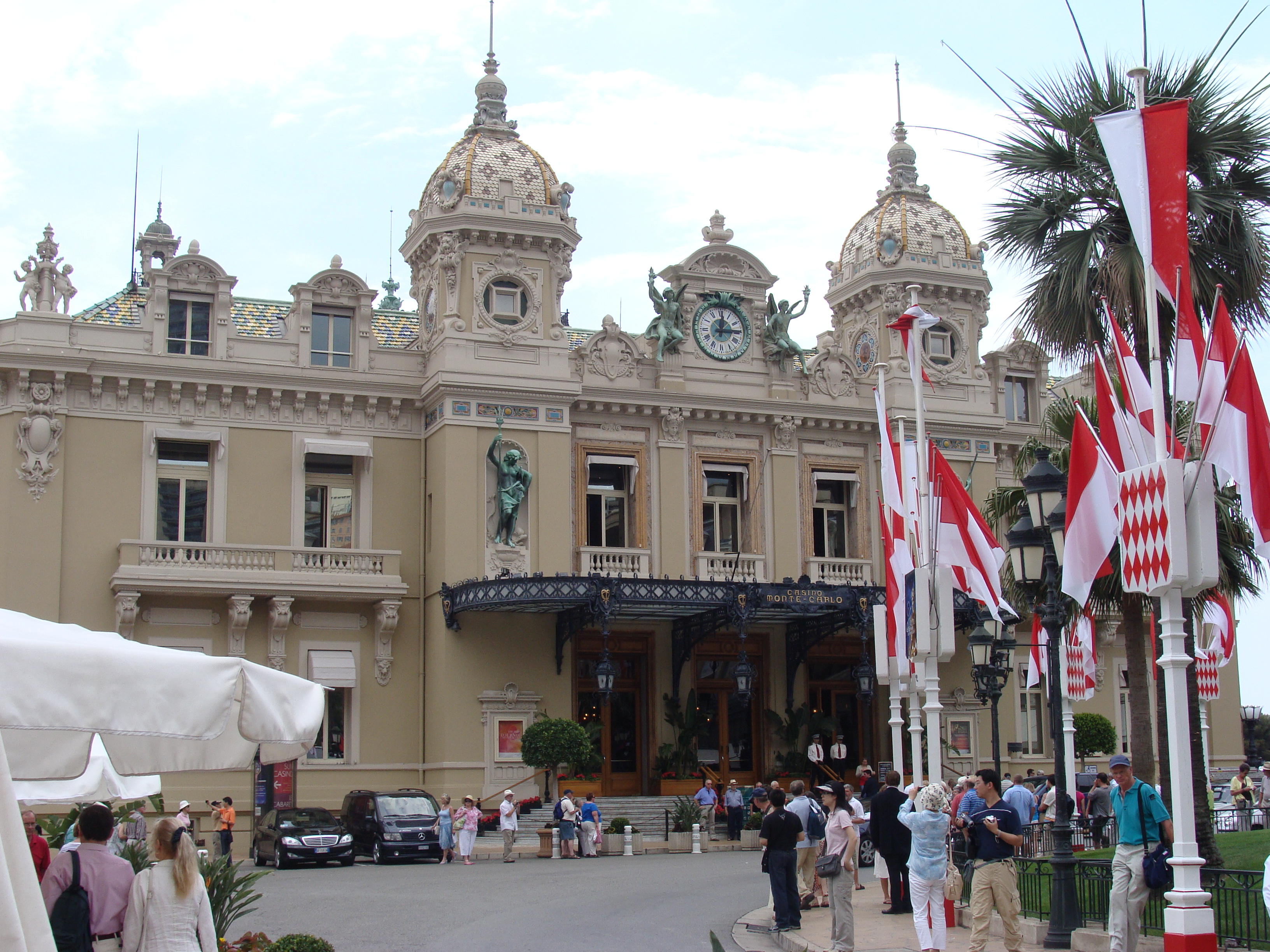
W tym kasynie czarne wypadły 26 razy z rzędu

Paradoks hazardzisty jest pojęciem wziętym z logiki i występuje w literaturze z zakresu matematyki, natomiast złudzenie gracza to nazwa używana przez polskich psychologów w pracach dotyczących podejmowania decyzji i ludzkiej nieracjonalności.
Złudzenie Aleksego Iwanowicza wzięło swoją nazwę od głównego bohatera powieści Fiodora Dostojewskiego Gracz. Aleksy Iwanowicz był hazardzistą i w powieści można znaleźć wiele jego przemyśleń dotyczących gry w ruletkę:

(…) Równocześnie obserwowałem grę i robiłem spostrzeżenia; wydało mi się, że właściwie obliczenia znaczą niewiele i bynajmniej nie odgrywają tej roli, jaką się im przypisuje. Ci siedzą z zapisanymi kartkami, notują numery, obliczają szanse, rachują, w końcu stawiają i – przegrywają, zupełnie tak samo jak my, zwykli śmiertelnicy grając bez obliczeń.
Ale za to doszedłem do pewnego wniosku, który, zdaje się, jest słuszny: istotnie w kolejności przypadkowych szans zdarza się, wprawdzie nie system, lecz coś jakby porządek – co, naturalnie, jest bardzo dziwne. Na przykład, zdarza się, że po dwunastu środkowych cyfrach następuje dwanaście końcowych; dwa razy, przypuśćmy, gałka pada na te dwanaście początkowych. Po dwunastu początkowych przechodzi znowu na dwanaście środkowych, pada trzy lub cztery razy z kolei na środkowe, a potem znowu na dwanaście końcowych, po czym znów po dwóch razach pada na początkowe, na początkowe znów pada raz, i znów na trzy trafienia przechodzi do środkowych – trwa to w ten sposób przez półtorej lub dwie godziny. Jeden, trzy i dwa; jeden, trzy i dwa. To bardzo zabawne. Pewnego dnia albo pewnego poranku passa układa się na przykład tak, że czerwone następuje po czarnym i przeciwnie, prawie bez żadnego porządku, bez ustanku, tak, że ani czarne, ani czerwone nie wypada z rzędu więcej niż dwa – trzy razy. A następnego dnia albo następnego wieczoru wypadają po kolei same tylko czerwone, dochodzi na przykład do dwudziestu dwóch z rzędu i tak to trwa przez jakiś czas, na przykład przez cały dzień.

oraz opis klasycznego przykładu paradoksu hazardzisty:

(…) Przyczepi się np. szczęście do czerwonego i nie opuszcza go przez dziesięć, a nawet piętnaście razy z rzędu. (…) Rozumie się, wszyscy natychmiast opuszczają czerwone, już po dziesięciu razach i prawie nikt nie decyduje się na nie stawiać.

Nazwa Złudzenie Monte Carlo zawdzięcza swoje pochodzenie pewnemu zdarzeniu, które miało miejsce latem 1913 roku w kasynie Monte Carlo. Dwadzieścia sześć razy z rzędu w ruletce wypadł kolor czarny, a zdecydowana większość graczy obstawiała kolor czerwony wierząc, że „w końcu musi się skończyć ta czarna seria”. W tym dniu kasyno zakończyło dzień z milionami franków zysku.

## Badania nad paradoksem hazardzisty
Pierwszą wzmiankę o „iluzjach w szacowaniu prawdopodobieństwa” można znaleźć w pracy Pierre'a de Laplace'a z 1796 roku. W swoim eseju filozoficznym Essai sur les Probabilités philosophique opisał on między innymi iluzję (nazywaną dzisiaj paradoksem hazardzisty), która polega na przekonaniu, że seria pewnych takich samych zdarzeń (na przykład wypadnięcie kilku orłów z rzędu w rzucaniu monetą) powinna się zrównoważyć z serią zdarzeń odmiennych (na przykład wypadnięcie reszki).
Za jedno z pierwszych badań laboratoryjnych nad paradoksem hazardzisty uważa się eksperyment z 1951 roku, w którym osoby badane były proszone o przewidywanie następnego wyniku w serii losowo prezentowanych cyfr 0 i 1. Zauważono wtedy tendencję do przewidywania takiej samej cyfry, jaka pojawiła się ostatnia, jednakże, jeżeli ta cyfra pojawiała się kilka razy z rzędu, to przewidywano pojawienie się cyfry przeciwnej. Uznano to za naukowe potwierdzenia istnienia paradoksu hazardzisty. Kilka kolejnych badań w latach 60. również potwierdziło powszechne występowanie tego błędu poznawczego.

## Wyjaśnienie efektu
Pierwsze wyjaśnienie zaproponowano w 1971 roku i tłumaczyło ono zjawisko w kategoriach niezrozumienia prawdopodobieństwa. Amos Tversky i Daniel Kahneman w swoim artykule Wiara w prawo małych liczb opisali eksperyment, w którym osoby badane zademonstrowały błędne przekonanie o tym, że właściwości dużych prób losowych stosuje się również do małych prób. Osoby badane oczekiwały takiego samego prawdopodobieństwa zdarzenia elementarnego w małej próbie, jak i w dużej próbie. W rzeczywistości, chociaż wyniki powinny być w przybliżeniu równe w wielu próbach, to nie oznacza wcale, że będą się „równoważyć”. Tak więc paradoks hazardzisty może odzwierciedlać fałszywe przekonanie o prawie małych liczb, czyli przekonanie, że rozkład wyników będzie dążył do równowagi w krótkim okresie.
Drugim wyjaśnieniem (zaproponowanym przez tych samych badaczy) było używanie heurystyki reprezentatywności w szacowaniu prawdopodobieństwa. Wypadnięcie w rzucie monetą kilku reszek z rzędu jest na tyle rzadkie, że nie jest ono odpowiednio „reprezentowane” w naszej świadomości. Ludzie oczekują czegoś im znanego, czyli poczucia losowości.
Inne wyjaśnienie sugeruje, że paradoks hazardzisty występuje w wyniku naturalnej skłonności ludzi do organizowania różnych wydarzeń w większe jednostki, grupy zdarzeń, które tworzą znaczące wzory, a nie patrzenie na każde zdarzenie jako oddzielny podmiot, niepowiązanych z innymi. Ta tendencja do organizowania poszczególnych elementów doświadczenia w większe jednostki wynika z zasad Gestalt (psychologia postaci), a efekty grupowania często obserwowane są w wielu różnych zjawiskach dotyczących percepcji i pamięci.

## Paradoks hazardzisty w życiu codziennym
- Niektórzy naukowcy radzą, jak można wykorzystać paradoks hazardzisty na swoją korzyść[10]:

W wyścigach konnych psychologiczna tendencja nazywana złudzeniem gracza sugeruje, że powinniśmy postawić na faworyta wtedy, kiedy konsekwentnie wygrywał on w kilku poprzednich wyścigach. Zakładamy bowiem, że inni postąpią zgodnie ze złudzeniem gracza i będą obstawiać raczej inne konie sądząc, że prawdopodobieństwo wygranej faworyta z każdym kolejnym zwycięstwem ciągle się zmniejsza. Ta tendencja daje nam możliwość zrobienia bardzo dobrego zakładu.

- W pułapkę paradoksu hazardzisty wpadają niektórzy gracze obstawiający gry losowe – np. Lotto. Wychodzą oni z założenia, że warto stawiać na liczby, które dawno nie padały, a nie warto na te, które były wylosowane w ostatnim losowaniu. Jest to błędne założenie, ponieważ szansa, iż w następnym losowaniu wylosowane zostaną dokładnie te same liczby, co w ostatnim, jest równa szansie, że padnie konkretne 6 liczb, które nie padały w losowaniu np. przez miesiąc. Wynika to z tego, że przed losowaniem każda kombinacja liczb ma taką samą szansę na wylosowanie.